# Screaming Blue Murder (Girlschool)
Screaming Blue Murder è il terzo album del gruppo heavy metal britannico Girlschool, pubblicato nel 1982 dalla Bronze Records.

## Il disco
Il disco non riuscì a vendere come i 2 album precedenti, infatti da qui in poi cominciò il declino della band. La riedizione, risalente al 2005, contiene alcune tracce aggiuntive.

## Tracce
1. Screaming Blue Murder – 3:34
2. Live with Me (cover dei Rolling Stones) – 3:20
3. Take It from Me – 2:51
4. Wildlife – 2:48
5. It Turns Your Head Around – 3:08
6. Don't Call It Love – 3:42
7. Hellrazor – 2:38
8. When Your Blood Runs Cold – 3:23
9. You Got Me – 3:16
10. Flesh & Blood – 2:27
Tracce aggiuntive della riedizione del 2004
11. Don't Stop (b-side dell'Ep Wildlife, con Enid Williams alla voce) – 2:43
12. Screaming Blue Murder – 3:48 •
13. You Got Me – 3:45 •
14. When Your Blood Runs Cold – 4:08 •
15. Hit and Run –  3:04 •
16. Turns Your Head Around – 3:48 •
17. Wildlife – 2:46 •
18. Take It All Away – 3:37 •
19. Emergency –  3:44 •
20. C'mon Let's Go – 3:15 •
21. Tush (cover degli ZZ Top) – 2:37 •

• Tracce 12–21 sono state registrate al BBC 1 Concert broadcast di Londra il 9 giugno 1982